# Here, There, Nowhere
Here, There, Nowhere è l'ottavo album della cantante giapponese Takako Ohta, pubblicato il 25 aprile 1988. Si tratta dell'ultimo album della cantante prodotto dalla Tokuma Japan Records, prima di passare alla NEC Avenue.

## Tracce
1. 1988 - From Tokyo (Ken Takahashi)
2. Action! (Ken Takahashi)
3. Runaway Kids (Ken Takahashi)
4. Noppo no Jon to to~uinkuru sutā (のっぽのジョンとトゥインクル・スター?) (Ken Takahashi)
5. After Hours (testo: Yuho Iwasato – musica: Takako Ohta)
6. Get Enough (testo: Yuho Iwasato – musica: Ken Takahashi)
7. Nowhere Girl (Ken Takahashi)
8. Stray Planet (Solo nella versione in CD) (Ken Takahashi)
9. Bīto ni idakarete (ビートに抱かれて?) (testo: Ken Takahashi – musica: Minoru Yamazaki)
10. Bad Boy (Ken Takahashi)
11. Guitar Boy (in the rain) (Ken Takahashi)

## Singoli
| Data           | A-side            | B-side       |
| -------------- | ----------------- | ------------ |
| 25 maggio 1988 | 1988 - From Tokyo | Stray Planet |